# Violoncellový koncert č.1 (Šostakovič)
Violoncellový koncert es dur, Op. 107 je dílo ruského hudebního skladatele Dmitrije Šostakoviče.

## O skladbě
Tento koncert složil Šostakovič v roce 1959, v době svého velmi produktivního období. Považuje se za nejlepší z jeho (šesti) koncertů. Byl složen pro violoncellistu Mstislava Rostropoviče, který se ho naučil nazpaměť za pouhé čtyři dny. Premiéra se konala 4. října 1959. Sólového partu se pochopitelně ujal Rostropovič, kterého doprovodil Leningradský symfonický orchestr pod taktovkou Jevgenije Mravinského. První nahrávka vznikla o dva dny později, tentokrát s Moskevskou filharmonií a dirigentem Aleksandrem Gaukem.

## Popis

### Věty
1. Allegretto
2. Moderato
3. Cadenza – Attacca
4. Allegro con moto

Druhá, třetí a čtvrtá věta se hrají bez přerušení.

### Charakteristika
Typická délka skladby je přibližně 28 minut. Považuje se za jeden z nejtěžších koncertů pro violoncello a patří do základního violoncellového repertoáru.